# Zilchia zilchi
Zilchia zilchi е вид десетоного от семейство Pseudothelphusidae. Видът не е застрашен от изчезване.

## Разпространение и местообитание
Разпространен е в Панама, Салвадор и Хондурас.
Обитава сладководни басейни, реки и потоци.

## Описание
Популацията на вида е стабилна.